# Гуляев, Игорь Геннадьевич
И́горь Генна́дьевич Гуля́ев (род. 25 апреля 1969, Никольский, Казахская ССР, СССР) — российский дизайнер, кутюрье, телеведущий, новатор в области меховой моды. Обладатель множества премий и наград в области модной индустрии.

## Биография
Игорь Гуляев родился 25 апреля 1969 года в небольшом городе Никольский (нынешний Сатпаев) в Карагандинской области на территории современного Казахстана. Отец Геннадий Акимович (1939—2006) — шахтёр, мать Нина Семёновна (род. 1939) — директор «Дома книги», брат Сергей (род. 1962) — видеограф. В детстве Игорь увлекался музыкой, писал стихи, проявлял интерес к театру, искусству и моде. Получил дирижёрско-хоровое образование.
В 14 лет сшил своё первое изделие.
В 18 лет поступил в Санкт-Петербургский гуманитарный университет профсоюзов.
После окончания университета уехал за границу.
В 1990-х годах жил и работал в Болгарии, Греции, Италии в сфере модной индустрии.
В 2009 году Игорь основал «Модный Дом IGOR GULYAEV» на Васильевском острове в Санкт-Петербурге. Там же находятся все производственные мощности модного дома.
В том же году зарегистрировал бренд IGOR GULYAEV. К созданию своего бренда дизайнер подошёл, имея многолетний опыт работы в меховой индустрии. По словам самого Игоря, основой философии его бренда является исключительный перфекционизм.
В конце 2009 года его первая коллекция была представлена на Неделе моды в Санкт-Петербурге.
С 2010 по 2011 персональные коллекции были представлены как в России, так и за рубежом — в Казахстане, Словакии, США и Франции, в том числе на знаменитом Bal des Fleurs в Вилле Эфрусси де Ротшильд.
В 2011 году Игоря Гуляева впервые пригласили в Милан на Неделю меховой моды MIFUR. Показ стал резонансным, профильные издания стали называть его новатором в сфере меховой моды.
В том же 2011 году Игорь Гуляев становится постоянным ведущим программ о моде на телеканалах МУЗ-ТВ и Ю.
С 2012 по 2013 года Игорь Гуляев разрабатывает капсульные коллекции для известного французского модного дома Guy Laroche. Коллекции были представлены на международной выставке меховой моды Hong Kong International Fur & Fashion Fair.
В 2013 году в центре Москвы на Никольской улице, д.10 был открыт флагманский бутик IGOR GULYAEV.
В 2014 году на открытии XXII Зимних Олимпийских игр в Сочи легендарная российская поп-группа t.A.T.u. выступила на стадионе Фишт, исполнив свой хит «Нас не догонят». Юля Волкова и Лена Катина появились на сцене в оригинальных нарядах от Игоря Гуляева.
На международном фестивале молодых исполнителей популярной музыки «Новая Волна 2014» в платьях «IGOR GULYAEV» появились ведущая Лера Кудрявцева, певица Наташа Королёва и главная приглашённая звезда заключительного вечера фестиваля Лара Фабиан. В интервью журналу L’Officiel после концерта Лара Фабиан отметила, что чувствует себя в платье от Игоря Гуляева принцессой.
Изделия Игоря Гуляева в разное время выбирали такие известные люди, как Уитни Хьюстон, Голди Хоун, Канье Уэст, Фред Дёрст, Орнелла Мути, Монсеррат Кабалье, Лара Фабиан, а также многие российские знаменитости — Алла Пугачёва, Филипп Киркоров, Николай Басков, Стас Михайлов, Наташа Королёва, Яна Рудковская, Валерия,Елена Захарова, Елена Ваенга, Яна Чурикова, Светлана Лобода, Сати Казанова, Анна Нетребко, Слава, Лолита, Юсиф Эйвазов, Ильдар Абдразаков и другие. В платьях от Игоря Гуляева звёзды появляются на красных дорожках, концертах и церемониях вручения премий.
В конце февраля 2018 года дизайнер представил в Гонконге капсульную коллекцию O’Merinos by Igor Gulyaev в рамках выставки Hong Kong International Fur & Fashion Fair.
В 2018 году Игорь Гуляев сотрудничает с Филиппом Киркоровым и создает уникальные образы для участников молдавской группы DoReDoS, которые выступили на международном конкурсе эстрадной песни «Евровидение 2018».
С июня 2018 года флагманский бутик IGOR GULYAEV находится по адресу: г. Москва, ул. Большая Дмитровка, д. 20, стр.1. Также там находится дизайн-ателье.

## Семья
- Сын — Денис Гуляев (род. 1990)[26]

## Коллекции IGOR GULYAEV
1. «Igor Gulyaev Fur Collection» (F/W 2009-10)[6]
2. «Искушение» (F/W 2010-11)[27]
3. «Эйфория» / «Euphoria» (F/W 2011-12)[28]
4. «Москва-Париж» / «Moscow-Paris» (S/S 2012)[29]
5. «La femme magnifique» (F/W 2012-13)[30]
6. «Затаив дыхание» / «Breathless» (S/S 2013)[21][31]
7. «Stilosa» (F/W 2013-14)[32]
8. «Paradise» (S/S 2014)[33]
9. «На грани» / «On the edge» (F/W 2014-15)[34]
10. «Новая Эпоха» / «Nouvelle Epoque» (S/S 2015)[1][35]
11. «Чистое небо» / «Clear sky» (F/W 2015-16)[36]
12. «Жемчужная История» / «Pearl Story» (S/S 2016)[37]
13. «Идеальное чувство» / «Perfect sense» (F/W 2016-17)[38]
14. «За семью печатями» (S/S 2017)[39]
15. «Высшая проба» (F/W 2017-18)
16. «Немое кино» (S/S 2018)
17. «To be continued» (F/W 2018-19)
18. «Сезон охоты» / «Hunting season» (S/S 2019)
19. «Gulяй на полтос!» (F/W 2019-20)
20. «FREEDOM» (F/W 2020-21)

## Достижения
- Fashion Olymp 2010 «Fashion-дизайнер. Открытие года»[5][13]
- World Fashion Awards 2010 «Fashion and Fur. Модный меховой дизайнер»[5][21]
- World Fashion Friends 2010 «Премия за вклад в развитие Fashion-индустрии»[12]
- Societa Italia 2010 «Международный прорыв»[12]
- Best Brands Awards 2010 «Лучший меховой бренд»[12][21]
- Fashion New Year 2011 «Fashion-персона 2010»[12]
- Fashion Olymp 2011 «Русское имя мехового кутюра»[12]
- Fashion Summer Awards 2011 «Дизайнер года»[12][21]
- Fashion New Year 2012 «Лучшая меховая коллекция»[29]
- Премия «20 успешных людей Петербурга 2012» в номинации «Fashion дизайнер»[40]
- Fashion New Year Awards 2015 «Лучший дизайнер haute couture»[41]
- Национальная премия «Золотое веретено» 2015 в номинации «Мех и кожа»[42]
- Fashion Summer Awards 2016 «Дизайнер года»
- Fashion Summer Awards 2017 «Лучшая коллекция»
- Fashion New Year Awards 2018 «Коллекция года»